# نارداران
نارداران بلدية تقع في شبه جزيرة آبشوران، باكو، في أذربيجان. يبلغ عدد سكانها نحو 8300 نسمة وذلك حسب إحصائيات سنة 2008. تقع إلى الشمال الشرقي من وسط باكو، وتبعد عنها 25 كيلومترا ،